# 990 Єркес
990 Єркес (990 Yerkes) — астероїд головного поясу, відкритий 23 листопада 1922 року.
Тіссеранів параметр щодо Юпітера — 3,331.